# Zuiderzeelijn

Het Nederlandse spoorwegennet zonder de Zuiderzeelijn. Die zou in potentie Lelystad met Groningen verbinden.

De Zuiderzeelijn is de naam voor een niet-gerealiseerde spoorverbinding van Schiphol of Amsterdam naar Groningen. Het gedachte tracé volgde de autosnelwegen A6 en A7 langs Almere, Lelystad, Emmeloord, Heerenveen en Drachten. Daarmee zou de spoorlijn de Flevopolder doorkruisen.
Tot tweemaal toe, in de jaren tachtig en rond de eeuwwisseling, werden plannen uitgewerkt om de Zuiderzeelijn op korte termijn aan te leggen. In 1986 werd de aanleg op de lange baan geschoven. Eind 2007 werd, ondanks een lobby van de noordelijke provincies, opnieuw besloten om de lijn niet aan te leggen. De plannen werden in 2018 onder de nieuwe naam Lelylijn nieuw leven ingeblazen.

## Geschiedenis

### Voorgeschiedenis tot 1998
In 1989 presenteerde de Nederlandse Spoorwegen haar visie voor de toekomst in de vorm van het project Rail 21. Dat project werd in de Tweede Kamer en het toenmalige kabinet-Lubbers III goed ontvangen, en kreeg het groene licht. De planning was om in 2015 een sterk veranderde dienstregeling te hebben, waarin het model van Spoorslag '70 verdwenen zou zijn. Een van de infrastructurele deelprojecten zou de aanleg van de Zuiderzeelijn zijn, die Groningen zou gaan verbinden met Drachten, Heerenveen, Emmeloord en Lelystad. In Lelystad zou de lijn dan aansluiten op de bestaande Flevolijn naar Almere, Weesp en Amsterdam / Schiphol; vanaf Schiphol was er dan een verbinding met de eveneens nieuwe HSL-Zuid naar Antwerpen.
Zo zouden Groningen en Heerenveen een snellere rechtstreekse verbinding met Amsterdam en de rest van de Randstad krijgen. Ook een rechtstreekse verbinding van het Noorden met Antwerpen, Brussel, Parijs en Londen was voorzien. De Nederlandse Spoorwegen zouden elk uur een intercity hogesnelheidstrein laten rijden van Groningen naar Brussel-Zuid via Schiphol en Rotterdam, waarna die trein om en om naar Londen en naar Parijs zou doorrijden. Naast deze intercity zou de NS ook eenmaal per uur een IR-trein laten rijden van station Groningen naar Drachten, Heerenveen, Emmeloord, Lelystad, Almere CS, Amsterdam CS, Amsterdam Sloterdijk, Zaandam, Castricum, Heiloo, Alkmaar en Schagen. Het plan was de exploitatie te starten tussen 2005 en 2015.
Als gevolg van hervormingen vanuit de Europese Unie werd besloten om de spoorwegen in Nederland te liberaliseren en een scheiding aan te brengen tussen exploitatie en spoorbeheer. Daardoor werd voortzetting van Rail 21 moeilijker, omdat voortaan externe aannemers nodig zouden zijn, waardoor de kosten van de verschillende projecten hoger uit zouden gaan vallen dan wanneer de NS zelf had kunnen bouwen.

### Langman
In 1997 bracht de commissie ruimtelijk-economisch perspectief Noord-Nederland (de commissie-Langman) een rapport uit, waarin werd aanbevolen geld vrij te maken voor de regionale ontwikkeling van Noord-Nederland. De commissie-Langman concludeerde dat Noord-Nederland een economische achterstand had ten opzichte van de rest van het land en dat het niet onredelijk zou zijn een deel van de aardgasbaten te gebruiken voor structuurverbetering in Noord-Nederland. Geadviseerd werd een steunfonds ter grootte van 10 miljard gulden (ongeveer 4,5 miljard euro) op te zetten.
Daarnaast adviseerde de commissie-Langman de mogelijkheden van een Zuiderzeelijn (opnieuw) te onderzoeken, al voorzag de commissie de feitelijke aanleg van de Zuiderzeelijn niet vóór 2030. Desondanks besloot toenmalig minister van Verkeer & Waterstaat Annemarie Jorritsma een bedrag van 2,73 miljard euro vrij te maken voor aanleg van de Zuiderzeelijn. Ook sprak zij met het Samenwerkingsverband Noord-Nederland (SNN) af dat voor 2010 begonnen zou worden met de aanleg.
Er volgde een langdurig proces van verkennende studies en beraadslagingen in het parlement, met name over de vraag welke variant het beste zou zijn voor het noorden, voor de noordvleugel van de Randstad, en voor Nederland als geheel: een magneetzweefbaan, een hogesnelheidstrein of een gewone intercity.
Begin 2005 was het de bedoeling een prijsvraag te starten, waarbij bedrijven ideeën zouden kunnen indienen voor de bouw, financiering en exploitatie en onderhoud van de Zuiderzeelijn - een vorm van publiek-private samenwerking. De prijsvraag werd echter afgeblazen naar aanleiding van het eindrapport van de Tijdelijke Commissie Infrastructuurprojecten. Deze Tweede Kamercommissie onder leiding van Adri Duivesteijn, die de gang van zaken bij grote infrastructuurprojecten onderzocht, uitte scherpe kritiek op de besluitvorming en adviseerde daarom de lopende procedure voor de Zuiderzeelijn op te schorten. Op verzoek van een kamermeerderheid werd daarom nogmaals opdracht gegeven tot een onderzoek naar de verschillende varianten en hun rentabiliteit.

## Varianten
Er is een aantal varianten geopperd voor de Zuiderzeelijn, elk met hun eigen voor- en nadelen. De belangrijkste zijn hier opgesomd.

### Magneetzweefbaan

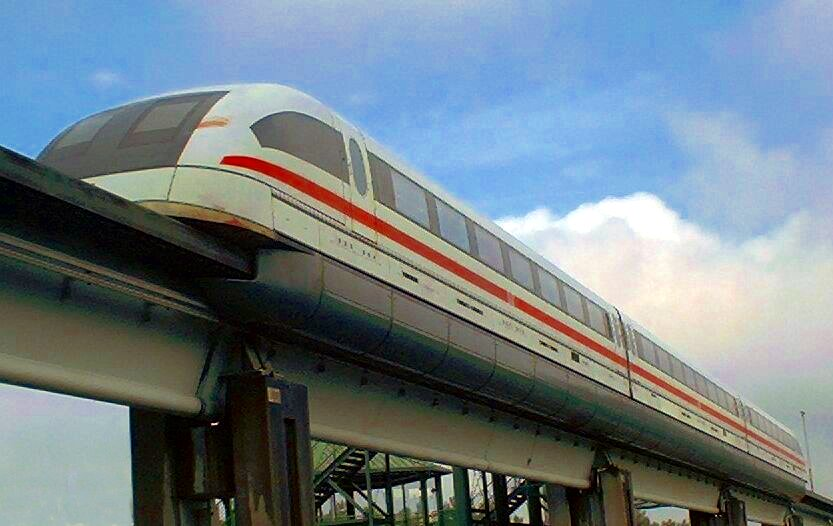
Magneetzweeftrein op de testbaan in Lathen.

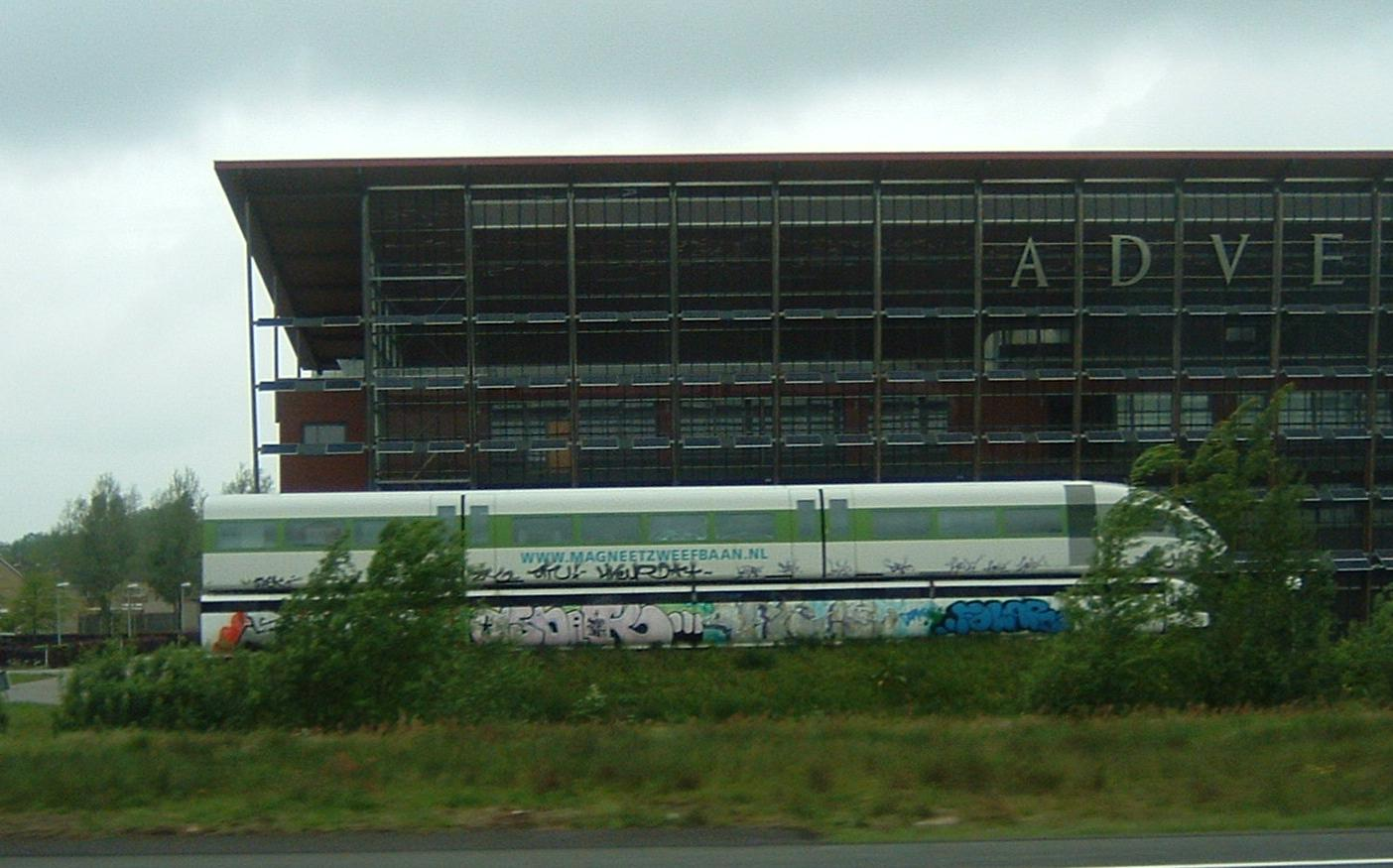
Oud testvoertuig van de Duitse magneetzweeftrein aan de A7 ter hoogte van Drachten.

Het meest ambitieuze plan was dat van een magneetzweeftrein. Belangrijkste voordelen van deze optie waren de snelheid (de Transrapid van Siemens kan een snelheid van 430 kilometer per uur halen), het snel kunnen optrekken (waardoor een relatief groot aantal tussenstops gemaakt zou kunnen worden zonder dat dit al te veel extra reistijd betekent) en de relatief lage geluidproductie (volgens deskundigen is dit op 25 meter afstand in vergelijking met een intercitytrein ongeveer de helft, andere deskundigen concludeerden dat het geluidsniveau van een voorbijrijdende magneetzweeftrein ongeveer gelijk is aan het geluidsniveau van een voorbijrijdende hogesnelheidstrein). Daarnaast zou een zweefbaan op termijn kunnen worden gekoppeld aan een door een consortium van bedrijven voorgesteld traject in de Randstad (Rondje Randstad) of richting Noord-Duitsland. Aanvankelijk werd ook genoemd dat de magneetzweeftrein de veiligste optie was, maar na een groot ongeval in 2006 op een testbaan in Duitsland waarbij 23 doden vielen, werd dit argument niet meer gehoord.
Het idee van een magneetzweefbaan had ook tegenstanders. Zij wezen vooral op de hoge kosten; een magneetbaan is veruit het duurste alternatief. Plannen voor trajecten in het buitenland (zoals de baan tussen Hamburg en Berlijn) werden stopgezet vanwege tegenvallende kosten en baten.
Een eigenschap van een magneetzweeftrein is dat hij een geheel eigen baan nodig heeft. Dit heeft als nadeel dat men dus niet door kan rijden over de HSL of andere bestaande spoorlijnen, waardoor meer overstapbewegingen nodig zijn. Ook inpassing in een stad is door deze noodzakelijke eigen baan complexer dan een spoor- of wegverbinding. De stations zouden daarom vooral transferia worden buiten de stad bij autosnelwegen.
De belangrijke pleitbezorgers van dit alternatief waren de Stuurgroep Zuiderzeelijn, een stuurgroep bestaande uit lokale en provinciale politici, en het Consortium Transrapid Nederland, bestaande uit de bedrijven Siemens Nederland, HBG, ABN AMRO en Ballast Nedam. De magneetzweeftrein had in de Noordelijke politiek de meeste steun, al bleek uit onderzoek dat het enthousiasme voor dit alternatief niet door iedereen gedragen werd. Zo was onder meer reizigersorganisatie ROVER (overigens een groot voorstander van het aanleggen van de Zuiderzeelijn) tegen een magneetzweefbaan vanwege de te hoge kosten en onvoldoende aansluiting op het bestaande spoorwegennet.

### Hogesnelheidstrein
Een alternatief was het aanleggen van een hogesnelheidslijn (HSL). Hogesnelheidstreinen zijn minder snel dan magneettreinen en trekken langzamer op. Snelheden van meer dan 400 kilometer per uur zijn weliswaar mogelijk, maar dat betekent een hoog energieverbruik en veel slijtage. Op het Zuiderzeelijntraject kan een HSL maximaal 300 km/u rijden, vanwege de ondergrond.
Een hogesnelheidslijn heeft net als de magneetzweefbaan een eigen baan nodig, al is het mogelijk om (gedeeltelijk) op bestaand spoor te rijden. Bij de HSL-Zuid bijvoorbeeld wordt bij de hoofdstations op bestaand spoor gereden. Hierdoor is het makkelijker en goedkoper om de lijn naar de bestaande grote stations te laten rijden.

### Hanzelijn+ en ++
Goedkopere varianten waren de Hanzelijn+ en de Hanzelijn++, die uitgingen van een snelle verbinding via de Hanzelijn tussen Lelystad en Zwolle, waarvan de aanleg in 2007 werd begonnen en die eind 2012 in gebruik is genomen. Dit plan was goedkoper dan de hogesnelheidstrein en beter voor het milieu, maar had als nadeel dat de reistijd vanuit Groningen naar de Randstad langer zou zijn en dat de plaatsen Emmeloord en Drachten geen spoorverbinding zouden krijgen. De Hanzelijn++ was vergelijkbaar, maar hierbij zou ook nog worden geïnvesteerd in regionale spoorverbindingen en wegvervoer.

### Noordlink
Op 10 april 2006 presenteerde NS een plan, NoordLink genaamd en enigszins vergelijkbaar met de Hanzelijn+, om Schiphol en Almere optimaal met elkaar te verbinden. Groningen zou hier ook van profiteren omdat het aan dezelfde lijn lag. Dit plan ging vanaf Lelystad tot Groningen uit van het Hanzelijntracé waar al dan niet op termijn geïnvesteerd zou kunnen worden in een geringe versnelling. De NS wees erop dat een verbinding via het Zuiderzeelijntracé de verbinding met Zwolle en daarmee Oost- en Zuid-Nederland verzwakt, terwijl daar de economische groei juist het grootst is.
Wel investeerde de rijksoverheid in de spoorverbinding tussen Lelystad en Zwolle, de Hanzelijn, die in 2012 in gebruik werd genomen.

### Superbus

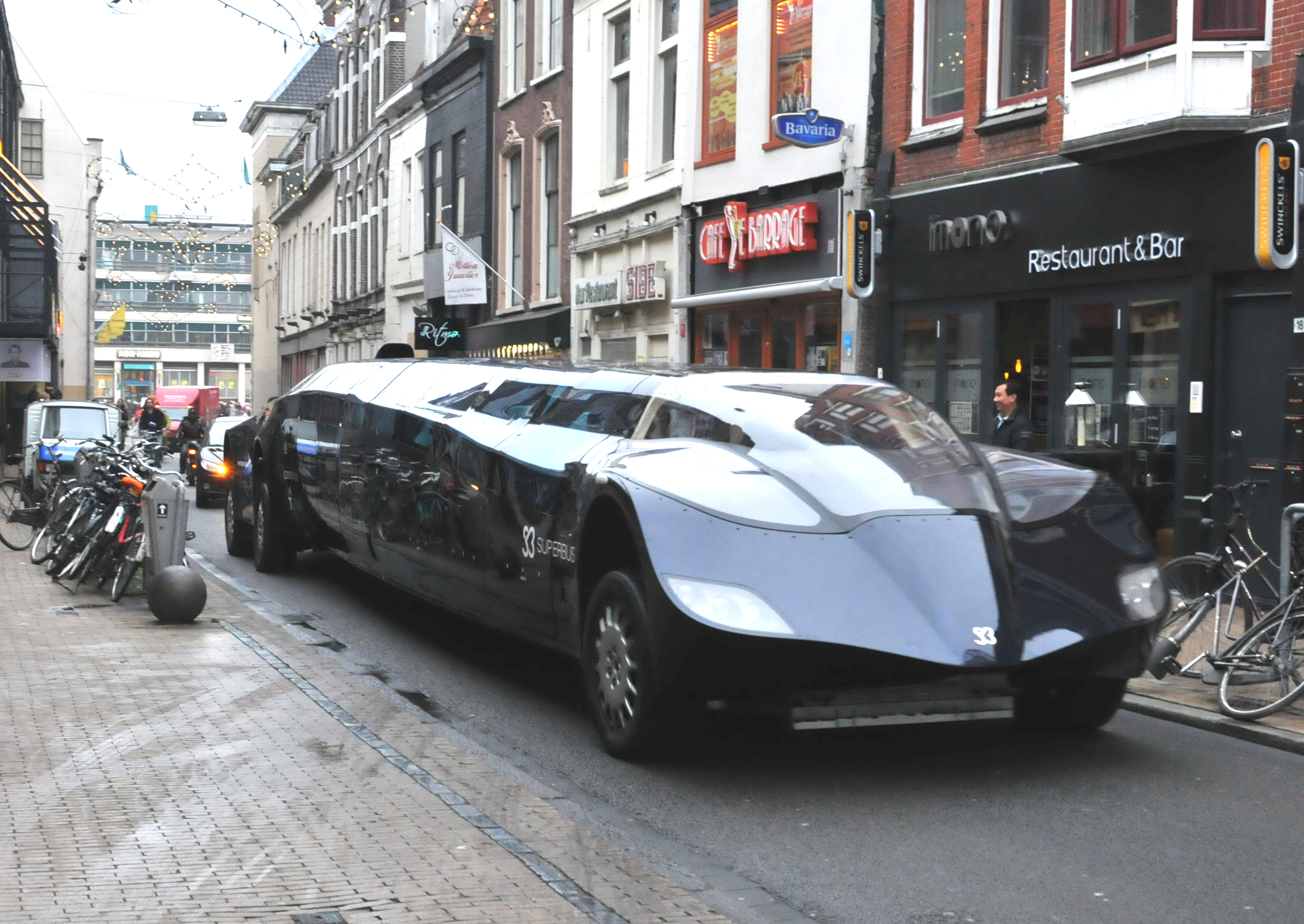
Prototype van een superbus.

Een alternatief plan voor het Zuiderzeelijntraject was de Superbus op eigen baan, een concept dat werd ontwikkeld door Wubbo Ockels van de TU Delft. De superbus was volgens Ockels een goedkoop en flexibel alternatief voor de Zuiderzeelijn. De bus zou een snelheid tussen de 150 en 250 kilometer per uur kunnen halen. Het succes van deze Rapid Transit Bus zou afhangen van comfort, dat vergelijkbaar moest zijn met de trein en het aantal opstaphaltes, omdat dat bepaalt hoe exploitabel een buslijn is. Daarbij kwam de vraag in hoeverre het systeem gemakkelijk te verweven viel met bestaande spoor- en busverbindingen, met aantrekkelijke overstapplaatsen. Ockels kondigde een plan aan voor het Noorden, voor verbetering van de bereikbaarheid van vooral Leeuwarden.

## Argumenten voor en tegen aanleg van de Zuiderzeelijn
Rondom de mogelijke aanleg van de Zuiderzeelijn ontstond veel discussie tussen voor- en tegenstanders. Hieronder worden de belangrijkste argumenten voor- en tegen samengevat.

### Economische baten voor Noord-Nederland
Hoofdreden voor aanleg van de Zuiderzeelijn zou een economische impuls van Noord-Nederland zijn, in het bijzonder voor de plaatsen direct aan de Zuiderzeelijn (Groningen, Drachten en Heerenveen). Door de veel kortere reistijd naar de Randstad zou het voor bedrijven interessanter zijn zich in de omgeving van deze plaatsen te vestigen, of zouden werknemers van bedrijven in de Randstad kunnen wonen in deze plaatsen. Van de ruimtelijk structurerende werking die van de verbinding uit zou gaan zou heel Nederland kunnen profiteren. Met het oog hierop ontwikkelde de Stuurgroep Zuiderzeelijn samen met BVR een Masterplan Zuiderzeelijn. Tegenstanders van de Zuiderzeelijn wezen erop dat slechts een beperkte groep mensen daadwerkelijk zou profiteren van de Zuiderzeelijn. Zo bleek uit een onderzoek van onderzoeksbureau Ecorys dat anno 2005 slechts 29.000 mensen dagelijks tussen de Randstad en Noord-Nederland (of andersom) reisden, terwijl er al drie autosnelwegen en één (en door de aanleg van de Hanzelijn twee) spoorlijnen liepen tussen Noord-Nederland en de Randstad. Een door het Ministerie van Verkeer en Waterstaat en de projectgroep Zuiderzeelijn aangevraagde second-opinion, uitgevoerd door het CPB, bevestigde deze conclusie. In een ander onderzoek werd becijferd dat de Zuiderzeelijn slechts iets meer dan 4.000 banen zou opleveren in Noord-Nederland.
Voorstanders van aanleg van de Zuiderzeelijn wezen op een rapport van DHV, dat had uitgewezen dat een verbinding wel positief scoort in een maatschappelijke kosten-baten analyse. Bovendien vonden de voorstanders dat bij de besluitvorming niet alleen naar zuiver financiële argumenten moest worden gekeken, maar ook naar de structurelere voordelen voor Noord-Nederland die niet in de berekeningen van de planbureaus werden meegenomen.

### Europees net van Hogesnelheidslijnen
Een ander argument van de voorstanders was dat de Zuiderzeelijn op termijn doorgetrokken zou kunnen worden naar Noord-Duitsland (Bremen en Hamburg). Hierom zou de noodzaak van de spoorverbinding niet enkel op Nederlands, maar op Europees niveau moeten worden bekeken. Anderen wezen erop dat een Hogesnelheidsverbinding naar Noord-Duitsland niet per se langs het Zuiderzee-traject hoefde te lopen, maar dat er wellicht goedkopere alternatieven zijn, zoals
1. via de Hanzelijn, langs de Zuid-Drentse stedenband
2. via Enschede
3. via Hengelo en Osnabrück (huidige verbinding)

### Kosten van de Zuiderzeelijn
Aanvankelijk had het kabinet ongeveer 2,73 miljard euro gereserveerd voor aanleg van de Zuiderzeelijn. Al in 2006 bleek dat de kosten veel hoger zouden uitvallen: de door het CPB geschatte kosten van de goedkoopste variant (de Superbus) was 4 miljard euro, de geschatte kosten van de duurste variant (de door het Noorden gewilde magneetzweefbaan) waren opgelopen tot 9 miljard euro. Na tegenvallers bij andere grote infrastructurele projecten, zoals de Betuweroute, de HSL-Zuid en de Noord/Zuidlijn in Amsterdam bestond bovendien de angst dat het -eenmaal besloten tot aanleg- niet bij 4 tot 9 miljard zou blijven.
Daar stond tegenover dat er ook private partijen waren die risicodragend zouden willen deelnemen. Een van deze partijen was de spoorwegonderneming Arriva. Daarnaast vonden de provincies dat het toegezegde geld gewoon regulier rijksgeld was waar iedere regio recht op heeft.

## Afblazen oorspronkelijke Zuiderzeelijnplannen
In april 2006 verscheen de Structuurvisie Zuiderzeelijn. Naar aanleiding van dit rapport sprak het kabinet op 13 april 2006 het voornemen uit om helemaal geen Zuiderzeelijn, in welke vorm dan ook, meer aan te leggen. Uit het onderzoek werd geconcludeerd dat de enorme investering nauwelijks een bijdrage zou leveren aan het versterken van de economische structuur van het Noorden en het verbeteren van de interne bereikbaarheid van de Noordvleugel van de Randstad. Er werd wel besloten de gereserveerde Langmangelden alsnog te investeren in de economie van Noord-Nederland en beter openbaar vervoer in de Noordvleugel.
Op het kabinetsbesluit volgde een grootschalige demonstratie in Den Haag door onder andere veel politici uit Noord-Nederland. Een definitieve beslissing werd daarom opnieuw uitgesteld en doorgeschoven naar het kabinet-Balkenende IV. Op 16 november 2007 kondigde minister Camiel Eurlings aan een streep door de plannen voor de aanleg van de Zuiderzeelijn te willen zetten. Als alternatief bood de minister het Noorden een deel van het geld dat gereserveerd was voor de Zuiderzeelijn aan, in totaal twee miljard euro. Dit geld was bedoeld voor het verbeteren van de infrastructuur in het Noorden.
De Tweede Kamercommissie Verkeer en Waterstaat gaf op 27 november 2007 in een hoorzitting een groep genodigden de kans iets tegen het voorgenomen besluit van de minister in te brengen. In deze hoorzitting bleek dat alle drie de noordelijke provincies en de provincie Flevoland van mening waren dat de noordelijke verbinding er zou moeten komen. Dit pleidooi werd door belangengroepen ondersteund: de werkgeversorganisatie VNO-NCW (landelijk en provinciaal), werknemersorganisaties en vervoerder Arriva.
De Tweede Kamer ging op 28 november 2007 akkoord met het voorgenomen besluit van de minister om de Zuiderzeelijn af te blazen.

## Compensatieplannen
Het Noorden van Nederland kreeg als compensatie voor het afblazen van de Zuiderzeelijn een bedrag van ongeveer twee miljard euro om concrete plannen ter verbetering van de infrastructuur in Noord-Nederland uit te voeren.
Voor het wegverkeer hadden mogelijke compensatiemaatregelen betrekking op:
- de Zuidelijke Ringweg Groningen
- de Haak om Leeuwarden in de N31
- verdubbeling van de Rijksweg 33 Assen - Zuidbroek
- verbetering knooppunt Joure A6/A7

en voor het railvervoer op:
- Spoorlijnen Zwolle – Meppel – Leeuwarden en Meppel – Groningen: aanleg doorrijbogen en passeersporen, driesporig maken Zwolle – Herfte, opening nieuw station Assen Zuid
- Spoorlijn Zwolle – Emmen: spoorverdubbeling Gramsbergen – Coevorden, opening nieuw station Emmen Zuid
- Spoorlijn Leeuwarden – Sneek: meer treinen
- Spoorlijn Leeuwarden – Groningen: spoorverdubbeling Leeuwarden – Leeuwarden Camminghaburen en Grijpskerk – Hoogkerk, opening nieuw station Hoogkerk
- Heropening Zuidbroek – Veendam voor reizigersdienst
- Kolibri-tramlijn in Groningen Hoofdstation – Grote Markt – Noorderstation – Zernike[7]
- Spoorlijn Groningen – Heerenveen: aanleg nieuw spoor

De aanleg van een lijn Groningen – Heerenveen kon worden beschouwd als een deel van een later verder uit te bouwen Zuiderzeelijn. Spoorvervoerder Arriva gaf aan bereid te zijn een deel van de aanlegkosten voor de spoorlijn Groningen – Heerenveen te betalen, in ruil voor een langdurig uitbaatrecht. In 2012 werd geadviseerd ook deze spoorlijn niet aan te leggen.
De gemeente Noordoostpolder onderzocht of het haalbaar was om met het vrijgekomen geld in eigen beheer een spoorlijn tussen Emmeloord en Lelystad te bouwen. Daarom werden de kavels die daarvoor bestemd waren nog niet vrijgegeven.
De Groningse commissaris van de Koningin Max van den Berg sprak in een interview de verwachting uit dat pas over 10 jaar weer een nieuwe planstudie aan de orde kon worden gesteld. Minister Camiel Eurlings verklaarde dat het benodigde tracé wel gereserveerd bleef, en dus niet bebouwd kon worden voor andere doeleinden.